# Live Animal (F**k Like a Beast)
Live Animal (F**k Like a Beast) è un singolo del gruppo musicale statunitense W.A.S.P., pubblicato nel 1988 dall'etichetta discografica Music for Nations.

## Descrizione
Animal (Fuck Like a Beast), la canzone principale del singolo, è stata registrata dal vivo nel 1987 e pubblicata per la prima volta nel singolo Live...Animal del 1987.
Il disco è stato pubblicato in più versioni con differenti tracce, in formato 7", 12", CD e musicassetta nel 1988 dall'etichetta discografica Music for Nations.

## Tracce
7", 12"
1. Live Animal (F**k Like A Beast) – 5:30 (Blackie Lawless)
2. Animal (F**k Like A Beast) – 3:05

Durata totale: 8:35
12", CD, MC
1. Live Animal (F**k Like A Beast) – 5:35 (Blackie Lawless)
2. Animal (F**k Like A Beast) – 3:09
3. D.B. Blues – 3:23

Durata totale: 12:07

## Formazione
- Blackie Lawless - voce, chitarra
- Chris Holmes - chitarra
- Randy Piper - chitarra
- Tony Richards - batteria
- Johnny Rod - basso
- Steve Riley - batteria